# Nadleśnictwo Antonin
Nadleśnictwo Antonin – jedno z 25 nadleśnictw RDLP w Poznaniu. W aktualnej strukturze administracyjnej istnieje od maja 1974 r. Całkowita powierzchnia Nadleśnictwa to 19831,42 ha. 
Nadleśnictwo składa się z trzech obrębów: Antonin, Moja Wola, Świeca oraz 13 leśnictw Czarnylas, Klady, Komorów, Strugi, Wysoki Grond, Cieszyn, Kałkowskie, Krupa, Mariak, Możdżanów, Huta, Jerzówka, Karłowice. W nadleśnictwie znajduje się także Gospodarstwo szkółkarskie w Świecy.

## Położenie
Położone jest w całości na terenie województwa wielkopolskiego, w następujących gminach: Mikstat, Ostrzeszów, Odolanów, Przygodzice, Sośnie. Siedziba nadleśnictwa mieści się na terenie obrębu Antonin w miejscowości Antonin.

## Kompleksy leśne
W skład nadleśnictwa Antonin wchodzi 106 kompleksów leśnych. Mimo dość dużej liczby kompleksów leśnych, lasy nadleśnictwa stanowią zwarty obszar leśny. 
Nadleśnictwo Antonin posiada najwyższą lesistość w całym RDLP w Poznaniu. Na administrowanej powierzchni lasy stanowią blisko 49%.
Powierzchnia drzewostanów nadleśnictwa Antonin pełni następujące funkcje: rezerwaty przyrody 33,79 ha; lasy ochronne 9987,82 ha; lasy gospodarcze 9103,66 ha.

## Ochrona przyrody
Na terenie nadleśnictwa położony jest Park Krajobrazowy Dolina Baryczy oraz rezerwat przyrody Wydymacz.